# Zaklików
Zaklików is een dorp in de Poolse woiwodschap Subkarpaten. De plaats maakt deel uit van de gemeente Zaklików en telt 3000 inwoners.

## Verkeer en vervoer
- Station Zaklików